# Bernard Lambourde
Bernard Lambourde (ur. 11 maja 1971 w Pointe-à-Pitre) – piłkarz francuski pochodzący z Gwadelupy grający na pozycji środkowego obrońcy.

## Kariera klubowa
Lambourde urodził się w Gwadelupie. Karierę piłkarską rozpoczął we Francji, w klubie AS Cannes. W 1991 roku awansował do kadry pierwszej drużyny Cannes. 15 listopada 1991 zadebiutował w Ligue 1 w przegranym 0:1 wyjazdowym meczu z FC Nantes. W 1992 roku spadł z Cannes do Ligue 2 i na tym poziomie rozgrywek grał jeszcze przez rok. W 1993 roku wrócił z Cannes do Ligue 1, a w 1994 odszedł do drugoligowego Angers SCO. Z kolei w sezonie 1995/1996 ponownie grał w Cannes, a w sezonie 1996/1997 - w Girondins Bordeaux.
Latem 1997 Lambourde odszedł do angielskiej Chelsea. W Premier League zadebiutował 23 września 1997 roku w zremisowanym 2:2 wyjazdowym meczu z Manchesterem United. W 1998 roku zdobył z Chelsea Puchar Zdobywców Pucharów, jednak nie wystąpił w wygranym 1:0 finale z VfB Stuttgart. W tamtym roku wygrał z Chelsea też Puchar Ligi Angielskiej i Superpuchar Europy. Z kolei w 2000 roku zdobył Puchar Anglii. Na początku 2001 roku odszedł z Chelsea do Portsmouth, w którym spędził pół sezonu.
Latem 2001 roku Lambourde wrócił do Francji i został piłkarzem Bastii. W 2003 roku przeszedł do drugoligowego AS Nancy, a karierę kończył pod koniec 2003 w Zjednoczonych Emiratach Arabskich, w Al-Wahda FC.
| Sezon   | Klub               | Kraj                         | Rozgrywki      | Mecze | Bramki |
| ------- | ------------------ | ---------------------------- | -------------- | ----- | ------ |
| 1991/92 | AS Cannes          | Francja                      | Ligue 1        | 2     | 0      |
| 1992/93 | AS Cannes          | Francja                      | Ligue 2        | 5     | 0      |
| 1993/94 | AS Cannes          | Francja                      | Ligue 1        | 6     | 1      |
| 1994/95 | Angers SCO         | Francja                      | Ligue 1        | 36    | 1      |
| 1995/96 | AS Cannes          | Francja                      | Ligue 1        | 28    | 1      |
| 1996/97 | Girondins Bordeaux | Francja                      | Ligue 1        | 28    | 1      |
| 1997/98 | Chelsea            | Anglia                       | Premier League | 7     | 0      |
| 1998/99 | Chelsea            | Anglia                       | Premier League | 17    | 0      |
| 1999/00 | Chelsea            | Anglia                       | Premier League | 15    | 2      |
| 2000/01 | Chelsea            | Anglia                       | Premier League | 1     | 0      |
| 2000/01 | Portsmouth         | Anglia                       | Division One   | 6     | 0      |
| 2001/02 | SC Bastia          | Francja                      | Ligue 1        | 23    | 1      |
| 2002/03 | SC Bastia          | Francja                      | Ligue 1        | 0     | 0      |
| 2002/03 | AS Nancy           | Francja                      | Ligue 2        | 12    | 1      |
| 2003/04 | Al-Wahda FC        | Zjednoczone Emiraty Arabskie | UAE League     | ?     | ?      |